# Équipe du Liechtenstein de rugby à XV
L'équipe du Liechtenstein de rugby à XV rassemble les meilleurs joueurs de rugby à XV du Liechtenstein. 

## Histoire
Après son affiliation auprès de Rugby Europe en décembre 2011, la Fédération du Liechtenstein s'est fixé comme objectif de constituer une équipe nationale de rugby à XV. Mais à l'instar d'autres nations européennes, le potentiel actuel de joueurs est insuffisant et les efforts se concentrent pour l'instant sur l'équipe de rugby à sept qui participe depuis juin 2013 au Rugby Europe Sevens - Men's Conference 2 organisé par l'association régionale. Le Liechtenstein a remporté ses 2 premières rencontres lors du tournoi d'Esztergom, en Hongrie, en juillet 2016. 